# Argenteuil (Val-d'Oise)
Argenteuil é uma comuna francesa, localizada no departamento de Val-d'Oise, na região administrativa de Ilha-de-França.

## História
Argenteuil foi fundado como um convento no século 7. O mosteiro que surgiu do convento foi posteriormente destruído durante a Revolução Francesa.
Um refúgio rural para os parisienses, agora é um subúrbio de Paris. Pintores tornaram Argenteuil famoso, incluindo Claude Monet, Eugène Delacroix, Auguste Renoir, Gustave Caillebotte, Alfred Sisley e Georges Braque.

## Pinturas famosas de Argenteuil

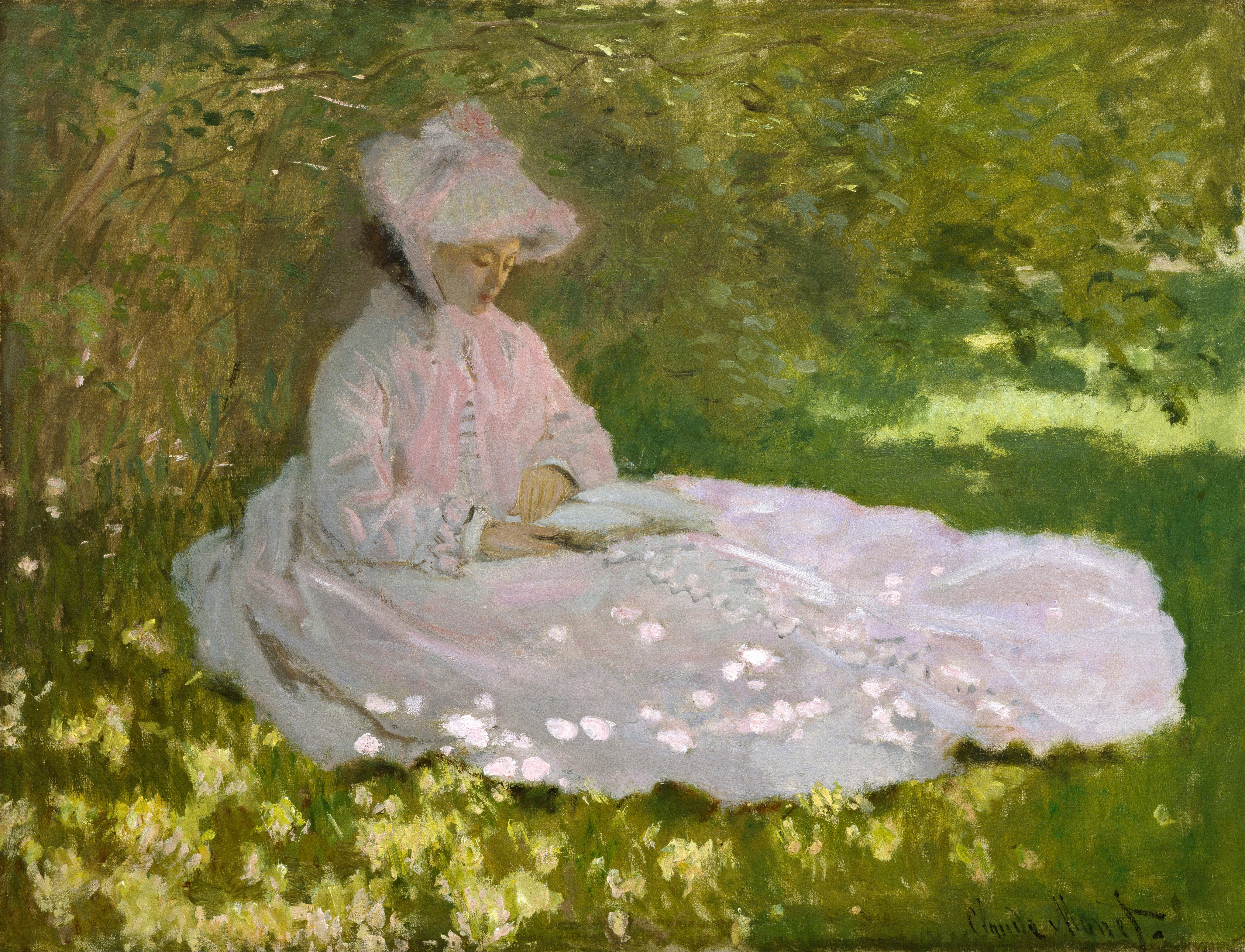
Em sua pintura de 1872, Primavera, Monet estava interessado em estudar como pinceladas de cores não misturadas poderiam sugerir o efeito da luz solar brilhante filtrada pelas folhas Walters Art Museum.

- Por Claude Monet: Outono em Argenteuil, Regata em Argenteuil, Barcos Vermelhos, Argenteuil, A Ponte em Argenteuil, O Porto em Argenteuil, O Sena em Argenteuil, Vista de Argenteuil-Neve, Bords de la Seine a Argenteuil e Neve em Argenteuil. E treine na neve em Argenteuil.

- Por outros pintores: Argenteuil e Sena perto de Argenteuil por Édouard Manet, Regata em Argenteuil por Pierre-Auguste Renoir e A Ponte em Argenteuil por Gustave Caillebotte.

### Galeria

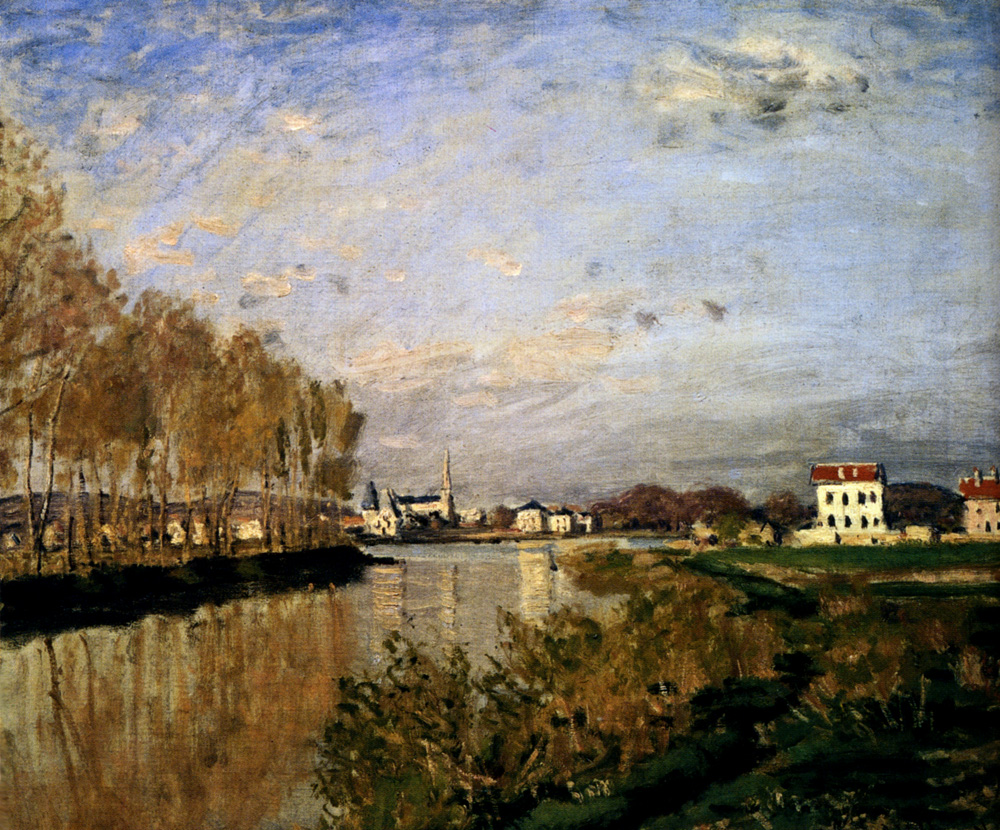
Claude Monet, O Sena em Argenteuil, 1873
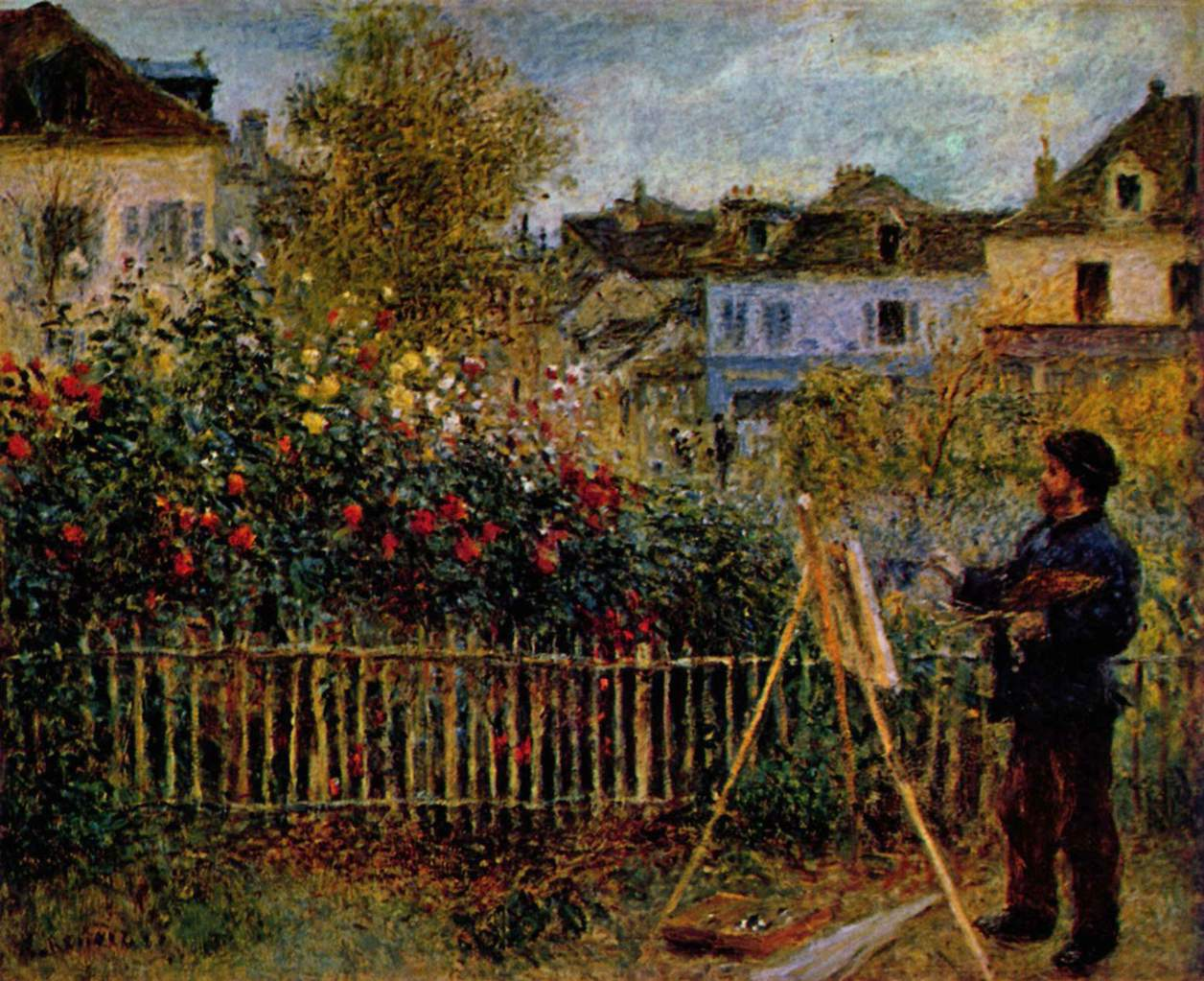
Pierre-Auguste Renoir, Claude Monet pintando em seu jardim em Argenteuil, 1873
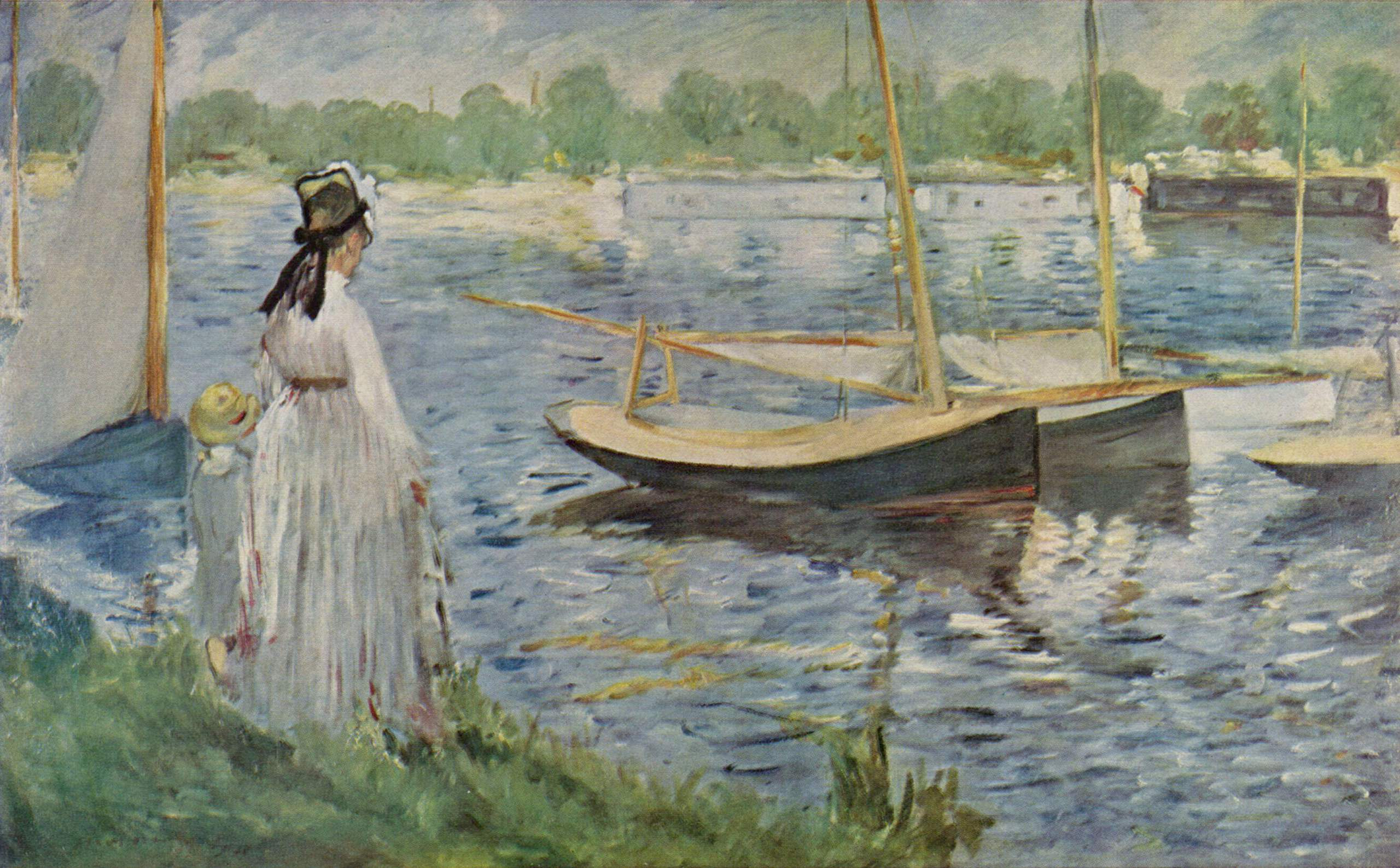
Édouard Manet, O Sena perto de Argenteuil, 1874
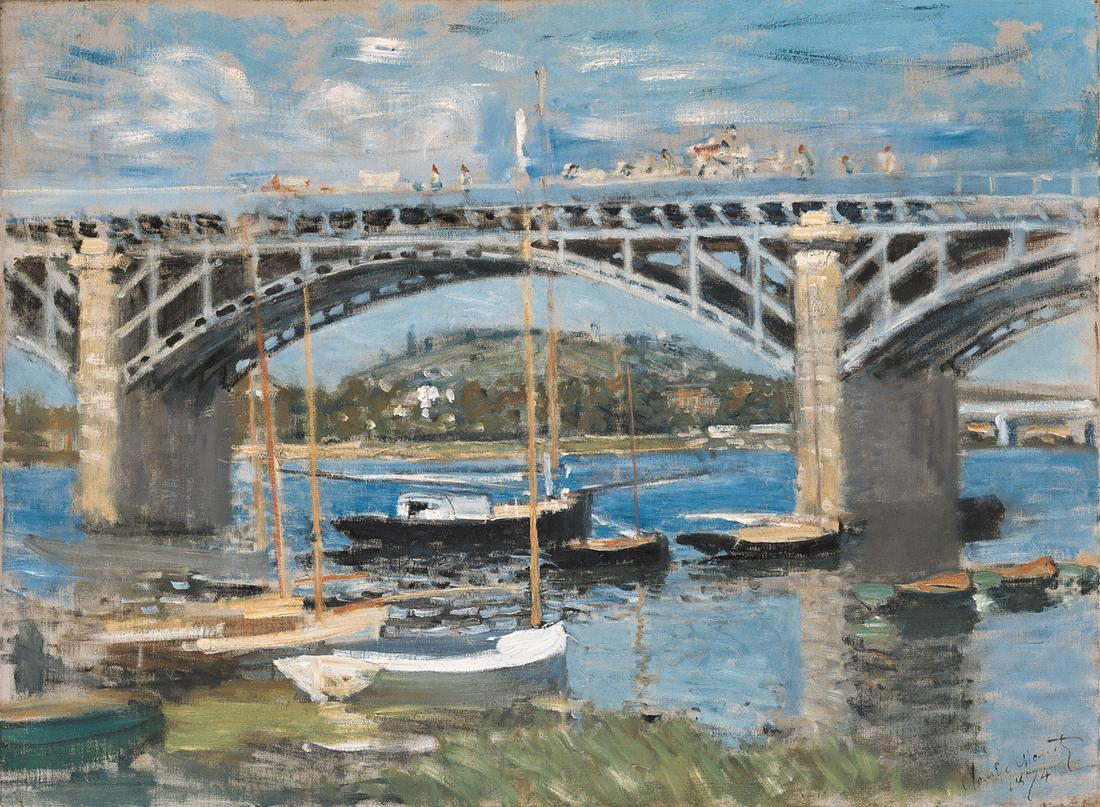
Claude Monet, O Sena em Argenteuil, 1874
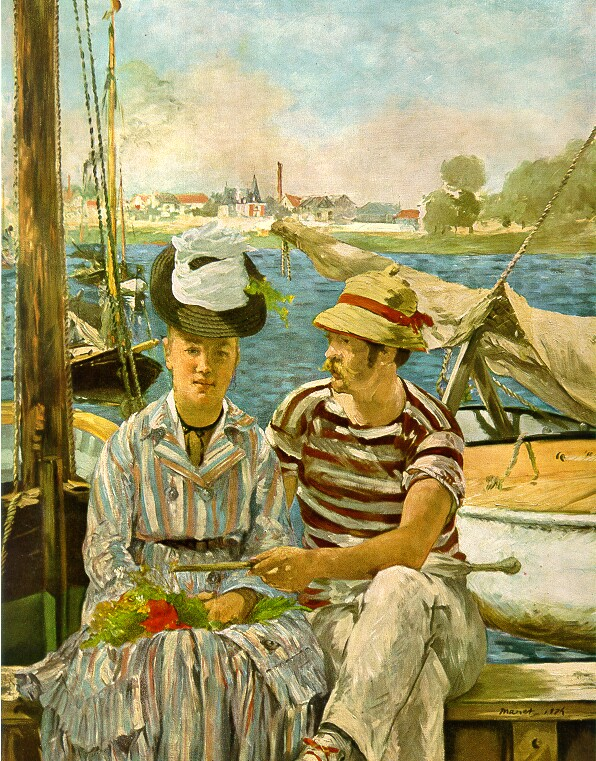
Édouard Manet, Argenteuil, 1875
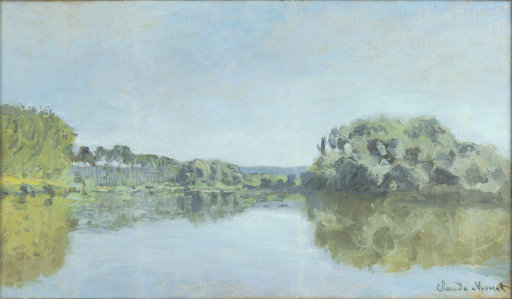
Claude Monet, Bords de la Seine à Argenteuil, 1875